# 干物妹!うまるちゃん
『干物妹！うまるちゃん』（ひもうと うまるちゃん）は、サンカクヘッドによる日本のギャグ漫画作品。『週刊ヤングジャンプ』2013年15号から2017年50号まで連載された。また、『ミラクルジャンプ』No.15（2013年）には特別編読切が、『ジャンプスクエア』2015年9月号には出張版が掲載された（後述のスピンオフとは異なる）。2017年9月時点でコミックスのシリーズ累計発行部数は300万部を突破している。
東京都八王子市近郊を舞台に、外では才色兼備で完璧だが家ではグータラに過ごす女子高生「うまる」と、その兄「タイヘイ」の日常を綴ったギャグ漫画である。有名作品やサブカルなどのパロディが小ネタとして随所に散りばめられているのも特徴。
続編である『干物妹！うまるちゃんG』、スピンオフ作品である『ひもうと！うまるちゃんS』や『秋田妹！えびなちゃん』についても記述する。

## 登場人物
キャラクターのプロフィールは公式ファンブック『干物妹！うまるちゃんF -ひもうと絵日記-』より。

### 主要人物
土間 埋 （どま うまる）
声 - 田中あいみ
本作の主人公。物語の開始一年前に兄・タイヘイとアパート『コーポ吉田』の201号室にて二人暮らしを始める。作中での表記は「うまる」。髪型は亜麻色のロングヘアー。誕生日は9月26日。身長は干物妹時は40センチ、美妹およびUMR時は160センチ。血液型はAB型。16歳。
名門・荒矢田（あらやだ）高校に通っている容姿端麗かつ品行方正、成績優秀・スポーツ万能で教師からも太鼓判を押される評判の女子高生。さらに老若男女問わずに好かれている人柄だがその実態は、家に帰ると頭身がデフォルメ（二頭身キャラ）になり、「美妹（びもうと）」から、夜更かし・偏食の不摂生かつグータラな生活を好む「干物妹（ひもうと）」となる。
この変化は心理描写ではなく、切絵や第三者からは完全に別人に見える。タイヘイとタイヘイの同僚のぼんば・アレックスと叶の妹のヒカリ以外の人物には、家での姿は秘密になっており、干物妹状態の時に本場切絵に目撃された際は、うまるの妹の「こまる」であると詐称した。美妹から干物妹に切り替わる時や、美妹の姿に戻る時や、美妹の魅力が発揮された時には「うまるーん」と独特な擬音が出る。
干物妹状態のうまるは、切絵からは「師匠」、ぼんばからは「たぬきち」、アレックスからは「先生」と呼ばれている。
干物妹状態のうまると美妹状態のうまるはタイヘイとヒカリ以外は同一人物だと気付いていない。まれに癇癪を起して海老名の前で干物妹に変身したり、自分から正体を切絵に話そうとするが、どのキャラクターもそれぞれうまるの正体以上に人には言えない大きな隠し事をしている為、毎回気付かれるどころか、話題にすらならずに終わっていく。
ハムスターを2匹飼育しており、家ではハムスターを模したオレンジ色のフードをかぶり白い無地のインナーシャツに赤色のスパッツといったラフな格好で過ごしている。
オシャレには関心が薄く、外行きの服はあまり持っていないが、転がっても汚れないという理由からハムスターのフードは何着も持っている。
「ぬへへ」、「ぬほほ」、「ぬっふっふ」といった独特な笑い方をすることがある。制服時やショートパンツを履く時は黒のニーソックスを着用している。
好きな食べ物はコーラ・お菓子類などのジャンクフード系やハンバーグなどの肉類である。特にコーラに至っては、余程のイベントがない限り、外出を極度に嫌う性分にもかかわらず、在庫が無いと分かれば近くのコンビニで買いに行くほど。ラーメンも好物だが、カップ麺はタイヘイから禁止にされている。苦手な食べ物は野菜類とワサビだが、唐辛子系の辛いものは平気。バレンタインデーには『柿の種チョコ』を作り上げていたが、料理は基本的に苦手である。また、友人の海老名ほどではないがかなりの大食い。
マンガ雑誌『ジャンプー』の愛読者で『ジャンピース』がお気に入りだが、クラスメイトには「家で漫画は禁止されててジャンピースはあまり知らないが、トナカイのキャラクターは可愛い」と伝えている。
趣味は漫画の他にも、ネットサーフィン・アニメ鑑賞・オンラインゲームなどで、しばしば徹夜で没頭することもある。特にゲームの腕前は達人級で、家庭用から業務用に至るまでジャンルを問わずに幅広く網羅している。ゲームセンターやサブカル関連のイベントなどに出かける際は「UMR（ユーエムアール）」というお忍びの姿に変装する。行きつけのゲームセンターGAPCOM（LIONとして実在）では、その怪しい服装と異様なオーラに加え、ありとあらゆるゲームを制覇しクレーンゲームの景品を一発で取りまくる姿から15年に1人の超絶天才ゲーマーとして認知され、店員からは危険人物として3人体制でマークされているが、ジャンケンはかなり弱い。
外では優美、家ではマイペースに振る舞っているが、内面はやや臆病で寂しがり屋なところがあり、自分から他人に話しかけることが苦手であったり、タイヘイに本気で怒られるとすぐに泣いてしまうこともある。ただし、自慢をしないで他人のメンツを立てる配慮をちゃんとするなど人柄の良さも本物であり、タイヘイに対しても気遣いを見せることもあるが、日頃の行いが悪すぎることもあり、気付かれない場合が多い。
オカルト現象や幽霊の類は苦手にしており、ホラー映画などは一人で観ることができないが、ホラーゲームは苦手とせず楽しんでいる。
家での生活および切絵・ヒカリと過ごす際は「干物妹 家うまる」、海老名または4人で過ごす際は「美妹 外うまる」、シルフィンと過ごす際は「UMR」とそれぞれ違う姿で行動している。
タイヘイには常にワガママ言い放題で、自身の欠点を彼に擦りつけたり、時として自分の欲望のために利用しようとすることもあるが、下手な言い訳で失敗をして落ち込むこともある。とはいえ、この日頃の行いは絶対的な信頼の裏返しであり、本心は頼りがいがある優しい兄のことが大好きである。同様の理由で、ある種の感情を持っている金剛姉妹には複雑な感情を抱いている。
物語が進むにつれ外うまるの状態でもデフォルメ描写やフランクな口調の増加、フードを被っての外出など外うまる、内うまる、UMRの演じ分けが「曖昧になってきている」（タイヘイ）。うまるの正体を知らない海老名は「話しやすくなった」と評している。
第12巻 その216において元々の人格は大人しい人格（外見は外うまるに近い）であり、それ以外の人格は離れて暮らしていた兄と話しやすくするための演じられた人格である事が明かされた。なおヒカリは演じているうちに主人格になったのではないかと指摘している。
『秋田妹！えびなちゃん』第1巻番外編では海老名とは登校日で一度顔を合わせていることが判明した。また、劇中で海老名の口からは「美人の妹がいる」と言われているだけで本人そのものは登場しなかった。
CDジャケットなどでは同一人物であるにも関わらず、干物妹状態と美妹状態のツーショットで姉妹を思わせるかのような演出がとられている。
「キャラクター人気投票」の総合結果は「干物妹 家うまる」は第5位、「美妹 外うまる」は第6位、「UMR」は第8位。

土間 大平（どま たいへい）
声 - 野島健児 / 富田美憂（幼少期）
本作のもう一人の主人公で、うまるの兄。作中での表記は「タイヘイ」。『ダイヤモンド・サービス』のシステムサポート部で働くシステムエンジニア。何かと人目を引くうまるとは対照的に見た目は平凡な眼鏡男子で、頭頂部の髪の一点がアンテナ状にピンと尖っているのが特徴。
うまる達の遊びに付き添うなど面倒見が良く、うまる達4人にとっては身内とは別の意味での「みんなのお兄さん」的存在にもなっている。恋愛感情に関してはかなり疎く鈍感であるが、本場楓がいうことには「さわやかで色んな女に好かれている」とのことで、妹の友人の海老名菜々や学生時代の友人で会社の上司でもある叶など彼に想いを寄せている女性は少なからず存在する。
誕生日は6月2日。身長は170センチ。血液型はA型。
心根が優しく落ち着きのある性格で、取るに足らない言い間違いを指摘されただけで、自分が間違えていたと認めてしまうほど責任感が強い。10年以上付き合いのあるぼんばでさえほとんど怒ったところを見たことがないほど穏やかだが、怒った時にはうまるが大泣きするほど怖く、特に料理関係では声を荒らげる。
さりげない気遣いと心配りのできる好青年。それゆえに、職場では仕事のできない（むしろやらない）同僚のフォロー、家では疲れた身体で家事に追われるなど、何かと苦労の絶えない性分でもある。
普段は倹約家だが、うまるのワガママに屈してつい高いものを買い与えてしまうことがある。
荒矢田高校の卒業生であり、学生時代には鬼のようにテストで100点を連発していた秀才的頭脳の持ち主で、級友から「鬼のタイヘイ」と呼ばれているが、会社ではぼんばと一緒に二人で残業をしたり、発案企画が通らないこともある。
うまるの優秀な成績は彼によるものも大きく、うまるに勉強を教えている。少年時代から料理に興味があり、腕前も良くその気になればかなり本格的なものを手作りできる他、うまるへの食育にも気を遣っている。
趣味は休日の朝の散歩。うまると違ってゲームの類は普段やらないため、あまり上手ではないが、うまる同様クレーンゲームは大得意で、またうまるとは対照的にジャンケンは非常に強い。自動車免許を所持しているが、ペーパードライバーで、極度の心配性のため運転そのものは非常に苦手。同様の理由でスケートも滑ることもできない。
大の猫好きで、家では猫のイラストやロゴの入った服をよく着ており、たくさんの猫に囲まれて暮らしたいという密かな願望も持っている。常識的な感性の持ち主だが、『発音ミグ』のフィギュアの代わりになぜか尾山人形を買ってくるなど、時おり珍妙な美的センスを発揮することもある。
家ではグータラな生活を送るうまるの将来を心配し、精神的に自立してくれることを切に願っている。うまるのワガママ振りにはいつも手を焼かされており、一応の抵抗は試みるものの最終的には折れてしまうことが多いが、何だかんだで兄妹仲は良く、妹のことを大切に思っている。
「キャラクター人気投票」の総合結果は第3位。

### 荒矢田高校の生徒
金剛ヒカリ以外は普通科一般クラスである。
海老名 菜々（えびな なな）
声 - 影山灯
うまるの友人でクラスメイトの一人。秋田県出身で、実家は農家。荒矢田高校に通うために上京して一人暮らしをしており、土間家と同じ『コーポ吉田』の103号室に住んでいる。身内や秋田の友人達からは「菜々」と名前で呼ばれ、うまるやタイヘイ、ぼんばからは「海老名ちゃん」、切絵とシルフィンからは「海老名さん」、クラスメイトからは「海老名」と、苗字で呼ばれている。普段は標準語で話しているものの、美味しいものを食べたり緊張した際など感嘆したときにはよく方言が出てしまう。誕生日は10月19日。身長は155センチ。血液型はO型。
性格は気弱で極度の恥ずかしがり屋だが、周囲への気配りや自然への優しさを持つ、思いやり深い人柄。その分自分のことは抱え込みがちで、兄のこともタイヘイにしか明かさなかったり、テスト前日にうまる達に相談をしていたりした。緊張している時や、照れている時などは頭から湯気が出ている。また、その際には「あわわわわわ」と声を出す。
海老をモチーフにした赤と白のヘアゴムでツーサイドアップ風にまとめた茶褐色の髪と、服の上からでも目立つ母親譲りの大きな胸が特徴で、上京時にもすれ違う人達から注目されていた。胸を除いては華奢な体型だが実は健啖家であり、空腹になるとすぐお腹の虫が鳴ってしまうことが悩みのタネ。その音を抑えるためか、常に胸を両腕で挟んで強調しているような体勢を取っている。食事は基本的に自炊派で、台所に冷蔵庫を2台設置している。
同級生でありながら学力や容姿が自分とは正反対のうまるに対して、憧れつつも若干コンプレックスを感じている。頑張り屋ではあるものの勉強もスポーツも成績の方は芳しくなく、カナヅチである他、普段の行動においてもどん臭さが目立つ。元々勉強は決して苦手ではないが、本番に弱いためテストの成績は極めて悪かったが、うまる達と勉強することで克服した。クラスで孤立していた切絵の本質にいち早く気づくなど、勘の鋭いところもあり、またタイヘイ同様ジャンケンは非常に強い。幼少期より実家の農業の手伝いもしており、草むしりが得意である。裁縫も上手く、タイヘイの誕生日プレゼントではミトンや三角巾などを作っている。
うまるの兄・タイヘイは自身がアパートに入居した時に初めて会って会話した住人であり、彼に対してはほぼ一目惚れのようなかたちで密かな恋心を抱いている。またその際、タイヘイの雰囲気に自身の兄・公一郎の面影を重ねた。思いを寄せている事実はタイヘイ本人と友人を含むクラスメイトには知られておらず、後に切絵だけが知ることとなり、彼女から「全力で応援する」と宣言された。それ以降は切絵の後押しもあり、タイヘイとの進展を試みるが、空回りしている。
うまるとタイヘイ、切絵の3人がテレビゲームでプレイした人生ゲームのシーンでは、脱サラしたタイヘイがレストランを開いて成人後の海老名に似た容貌の女性を妻に迎え、後に三子をもうけているイメージが使用された。
7歳のときに行方知れずとなった兄の公一郎を探しており、上述のようにみんなに心配をかけまいとタイヘイにのみ、それを明かしている。なお、公一郎の店舗が東京から浜松に移転したことを知らないため、東京の店を食べ歩いて探していたが、後に北海道旅行で実家に帰省した際にタイヘイからの頼みで帰ってきた公一郎と再会する。
うまると関わった人物の中では、うまるの裏の顔（干物妹、UMR）を知らない人物でもある。
登場人物の中でも人気は特に高く、特集としても取り上げられたほど。
「キャラクター人気投票」の総合結果は第1位。2015年12月7日から毎月7日にニコニコ静画内および、『となりのヤングジャンプ』にて彼女を主人公にしたスピンオフ漫画『秋田妹！えびなちゃん』の連載が開始され、単行本も発売された。本作では、彼女の好物がだまっこ（もち）である事も明らかになった。

本場 切絵（もとば きりえ）
声 - 白石晴香
うまるの友人でクラスメイトの一人。目付きが悪く、周囲から怖がられている。
うまるやタイヘイからは「きりえちゃん」、クラスメイトからは「本場さん」、アレックスからは「ツントゲガール」と呼ばれている。ところどころ毛先のはねた黒髪ポニーテールの女子。制服時は黒タイツを着用している。うお座生まれ。誕生日は3月15日。血液型はA型。身長は139センチ。
うまると友達になりたいと思っており、当初はうまるに対して敵意のある視線を送っていたと思われていたが、実は以前から彼女に憧れており、人見知りで友達になる機会を窺っていただけだった。
性格は非常に内気で不器用。子供としか話せないほどの極端な人見知り。のちに、念願叶ってうまると友達になれたものの、彼女の前では緊張のあまり突飛な行動をとったりドジを踏むことが多い。
それとはまた別に、ひょんな経緯から「干物妹状態のうまる」とも知り合っており、頻繁に家に遊びに行くほどの良好な関係を築いている。
彼女のことはうまるの妹「こまる」だと勘違いしており、すっかりその可愛さに心を奪われ「師匠」と呼んで敬愛している。うまるの奔放さに乗じて二人でタイヘイを困らせることもしばしばある。結果的にうまるにとっても貴重な、“素の自分”をさらけ出せる同年代の友人となった。当初は全く話せなかったタイヘイに対しても、少しずつ慣れてゆき心を開くようになる。
クラスメイトの海老名に対しては、うまると親しくしているということもあり一時ライバル視していたが、後に打ち解け友人関係となった。彼女のタイヘイへの恋心には唯一気付いており、その恋を全力で応援している。それ以降は海老名と行動することが多くなる。同じくクラスメイトのシルフィンとはうまるを巡ってライバル視することもあるが、運動神経の高さ、うまるに憧れているなど共通点の多さもあり、うまる・海老名からは気が合うと評されている。
実は可愛いものや魚が好きで、将来の夢は絵本作家。Tmetterのアカウント名、および作家名は「きりんりん」。うまる（こまる）のためにクッキーやお守りを手作りするなど友達思いな一面もある。水泳部に所属しており、都大会で3位に入賞する実力の持ち主。運動神経は非常に良く、場面によっては常人とは思えない身体能力を発揮することがある。また父親からは剣道を教わっている。幼少期のトラウマから、暗い所と雨が極端に苦手である。
タイヘイの同僚のぼんばこと本場猛の妹であり、何かと自分に干渉してくる兄・猛のことは煙たがっているが、心底嫌っているというわけではない模様。入学式の際に母親の代わりに勝手に出席した猛とケンカして騒動を起こしたため、他の生徒たちに恐れられクラスでは浮いた存在となってしまった。また、当時は周囲に馴染めない自分を受け入れられず他人を卑しむことが多かったが、うまるを始めとする友人ができたことでそうした卑屈さはなくなっていった。球技大会を機にクラスメイトたちからの印象は払拭されたものの、口下手なのは相変わらずである。
『秋田妹！えびなちゃん』第4話では海老名と目を合わせるシーンがあり、その際に海老名は秋田にいた頃の友人の圭と面影を重ねている。第1巻番外編では先述の猛との揉め事からすでに周りから恐れられている。
「キャラクター人気投票」の総合結果は第2位。

橘・シルフィンフォード（たちばな・シルフィンフォード）
声 - 古川由利奈
うまるの友人でクラスメイトの一人。通称「シルフィン」。鮮やかな水色の長髪ときらびやかな瞳に猫口を持つ、ハーフのお嬢様。ドイツ出身。誕生日は12月24日。身長は158センチ。血液型はB型。服装はなぜかいつも同じで、学校でも家でもフリル付きのブラウスとスカートと白タイツを着用している。登場時には、独特の決めポーズと「シュバーン」という擬音を放つ。しゃべるときは語尾に「ですわー！」とつける。
容姿端麗で勉強もスポーツもトップクラスの成績であるものの、うまるには一歩及んでいない。マイペースで空気が読めず、100点の答案用紙を高らかに自慢するなど目立ちたがり屋な上に、口調の方もお嬢様然としていて高飛車だが、驚くときは驚くなど、真っ当な感性をもっている。言葉の言い間違いが多いなど天然なところもある。休み時間も一人で机に向かっているため、クラスメイトからは変わり者だと思われている。
「一番になること」への強いこだわりから、うまるのことを一方的にライバル視しており、時には授業中にいきなり対決を申し込むなどの奔放ぶりを発揮する。ただし、その際は姑息な根回しや卑怯な手段は一切使わず、常に真正面からの実力勝負で臨んでいる。結果として毎回のように負けてはいるが、前述の天然さもあってか立ち直りは早く、因縁は引きずらないサッパリとした性格である。
実はうまるに対して敵愾心は抱いておらず、うまると前々から友達になりたいと思っていたが、「日本では勝負に勝たないと相手を仲間にできない」という誤解をしていたために、常に勝負を挑んでいた。うまるの誕生日には“終戦”と称し花束を用意してお祝いしようとするなど、心配りのある一面も見せている。
のちに、ゲーム大会で「UMR」状態のうまると対戦し、紆余曲折を経て友情を育むようになる（彼女の正体には気づいていない）。球技大会を機にうまる・海老名・切絵とも友人関係となり、当初の高飛車な印象とは違う天真爛漫な一面を見せるようになった。
家電量販店ではタブレットで画力の高い絵を披露したことがある。見かけによらず日本の文化が好きで抹茶が好物。現住居も非常に立派な町家造りの家屋である。
タイヘイの同僚であるアレックスの妹であり、うまるに負けず劣らず兄のことが大好きであるが、とある事情から10年間も会話をしなくなっている。ぼんばとは兄を通じて知り合いになっている。
アレックスの影響で日本のアニメやゲームに興味を持つようになり、特に対戦型格闘ゲーム『スペースストリームファイターIV』のゲーム大会においてはうまるをも凌ぐ腕前を見せた。
テレビアニメ第1期最終話では兄・アレックスとクルーザーで江ノ島のバカンスを満喫していた最中に観光に来ていたうまる達3人と合流。そこでも遠泳やスイカ割りなど、うまるに勝負を挑もうとしていたが、うまるの一言で勝負を取り止めて一緒に遊ぶことに賛同した。
『秋田妹！えびなちゃん』第1巻番外編では初対面かつ話しかけてきた海老名に対して早くも勝負を挑んでいる。
「キャラクター人気投票」の総合結果は第4位。

金剛 ヒカリ（こんごう ひかり）
声 - 水瀬いのり
『特進クラス』に所属する生徒で、ミステリアスな雰囲気を持つ少女。一人称は「ヒカリ」。袖口がブカブカなほど小柄で膝下まである白く長い髪をたなびかせ、ダイヤモンド型の髪飾りを身に着けている。「ぐる」という擬音を放ち、シルフィン同様行動の一つ一つに付いていることが多い。また緊張した時やうまるをけん制する際には二重丸の中心に点のような目をする。うまると共に成績最優秀賞の表彰を受ける。物語開始前のタイヘイに春と夏の星座を教えてもらっており、後に叶の実の妹であることが判明する。うまるの家でのグータラな生活を見抜くなど謎も多い。
菓子パンやドーナツが好物で、複数個を瞬時に平らげてしまうほどである。ゲームをやった経験は無いが、パズルゲームはかなり得意。前述の経緯から、タイヘイのことを「お兄ちゃん」と呼んで慕っている。当初はうまるにライバル心を抱いており、うまるも彼女に苦手意識を持っていたが、物語が進むにつれて名前で呼び合うようになり打ち解けていった。
「キャラクター人気投票」の総合結果は第10位。

芥川 五月（あくたがわ さつき）
うまるとヒカリがネットゲームを通じて知り合った女子高生。ネット上での異名は「A･K･T」。口癖は語尾に「〜っス」とつける。
出版社員・芥川栄子の妹である。当初ネット上にて姉・栄子については、個人情報を守る上で「既に死んでいる」とごまかしていた。夜通しでチャットをしたりとうまると同様に私生活はだらしない。

### タイヘイの知人および勤務先関連
本場 猛（もとば たけし）
声 - 安元洋貴
タイヘイの同僚で切絵の兄。切絵からは「兄貴」と呼ばれている（「お兄ちゃん」→「兄ちゃん」と変遷している）。通称「ぼんば」。アフロヘアーに顎髭を蓄えたガタイの良い男性。
性格は明るく社交的だが、シルフィン同様空気が読めないお調子者。趣味はパチンコとカメラ。誕生日は8月5日。身長は192センチ。血液型はB型。
『ダイヤモンド・サービス』では仕事をサボったり終業時間まで居眠りをするなど、勤務態度は不真面目。遊び人気質なところもあり、プライベートではよく合コンやギャンブルに興じている。ただし、いざ女性が目の前に来ると緊張し石のように固まってしまう。
タイヘイとは高校時代からの腐れ縁。当時の学業成績は赤点を連発するなどすこぶる悪く、級友からは「15点ゴーレム」と呼ばれており、テストの度にタイヘイを家に呼んでは勉強を教わる始末であった。タイヘイとは対照的に車の運転は得意。
切絵のことは気にかけているが、自分に都合の良い解釈で干渉した結果、怒らせることが多い。彼女の高校の入学式でもちょっとした騒動を起こしてしまい、その日を境にあまり口を利いてもらえていない模様。また海老名の優しい人柄に感激し、人付き合いの苦手な妹と友達になってほしいと思うなど妹思いな一面がある。タイヘイの家を訪れた際に切絵が度々うまると遊んでいた事実を知った時は歓喜に満ちていた。
そして、うまるとシルフィンのジャングルジムで遊ぶ姿を見て一念発起し、会社を退職。タイヘイが持っていた名刺の中に紛れ込んでいた出版社の名刺から面接に向かい、編集社員の芥川と出会う。
タイヘイの家に遊びに来た際に「干物妹状態のうまる」と知り合っており、うまるとは「たぬきち」、「ボンバー」と呼び合うなどとても仲が良い。「美妹状態のうまる」に関しては「干物妹状態のうまる」とは別人と解釈しており、「泥沼な家庭の事情がある」と推測している。また「UMR」がうまるであることも気づいておらず、さらには男だと思い込んでいる。
シルフィンとは後輩のアレックスを通じて知り合っており、彼女からは「アフロさん」と呼ばれるなど仲も良い。
「キャラクター人気投票」の総合結果は第11位。

橘・アレックス（たちばな・アレックス）
声 - 柿原徹也
タイヘイの同僚で後輩。橘・シルフィンフォードの兄。ドイツ出身。誕生日は12月24日。身長は168センチ。血液型はB型。『ダイヤモンド・サービス』には特別採用枠で入社した。
ハーフの青年で外見は爽やかなイケメンだが、かなりのオタク趣味の持ち主である。アニメ演出のシャフ度が得意。仕事中にエロサイトを閲覧したりフィギュアいじりをするなど、ぼんばと同等（またはそれ以上）に勤務態度は不真面目かつ、タイヘイやぼんばが残業をしていても定時で退社していることが多いが、なぜか、真面目なタイヘイからは気に入られている。
タイヘイの家に遊びに来た際に「干物妹状態のうまる」と知り合い、アニメの趣味が合ったことで瞬く間に意気投合し、うまるのことを「先生」と呼んでいる。ただしその一方で、秘密裏にうまるの身辺調査を行うなど、謎の多い人物でもある。切絵とも知り合っており彼女を「ツントゲガール」と呼んでいるが、彼女からは少々苦手意識を持たれている。
中学生時代には学校に行かず家に引きこもっていたが、叶により日本の高校進学を決断し生まれ変わった。そんな自身を救ってくれた彼女は自分のヒーローであると慕っている。
「キャラクター人気投票」の総合結果は第13位。

金剛 叶（こんごう かなう）
声 - 小清水亜美
タイヘイたちの上司で役職は課長。金剛ヒカリの姉。薄茶色のロングヘアーに黄色のリボンをつけた美人女性で、口調や振る舞いはやや高圧的。
『ダイヤモンド・サービス』の社長令嬢であり、若くして重要ポストを担う才媛だが、たまにとんでもないうっかりミスをする人間臭い一面もある。学生時代はヒカリと同じく特進クラスに所属していた。登場時には「ぬるぅ」、「ぬるーん」と独特の擬音を放つ。料理は大の苦手。
タイヘイ・ぼんばとは学生時代からの旧知であり、妹のヒカリ同様特進クラスに所属していた。彼らより年齢は一つ下。学生時代からタイヘイのことを想っているが、なかなか気持ちを伝え切れず現在に至っている。またアレックスとも彼の中学生時代からの旧知である。
タイヘイの知人の中では、唯一うまるの裏の顔（干物妹、UMR）を知らない人物でもある。
「キャラクター人気投票」の総合結果は第7位。

### 登場人物の家族
うまるとタイヘイの母
声 - 田中あいみ
タイヘイの回想にて登場。容姿はうまるに瓜二つであり、タイヘイの幼少時はタイヘイと一緒に現在住んでいる所に訪れた事がある。タイヘイを「君」付けで呼んでいた。

海老名 公一郎（えびな こういちろう）
声 - 岡本信彦
海老名菜々の兄。外見はタイヘイとほぼ瓜二つ。飲食店に勤務しており、料理が上手。
タイヘイ達の浜松の出張先である『ダイヤモンド・サービス』系列の飲食店の店長。口が悪くぶっきらぼうだが悪い人間ではなく、料理を作る人間への見識も高い。妹・菜々と同様に海老をモチーフにしたヘアゴムで髪をまとめ、妹同様に照れると頭から湯気が出る。その人の料理の作業の仕方を見て人となりを理解することができる。
理由は不明だが、菜々が七歳のときにある日忽然と行方をくらませている。かつては東京に店があったが、浜松に移転している。
その後、タイヘイからの頼みで実家に戻り、菜々と約10年ぶりに再会する。
「キャラクター人気投票」の総合結果は第17位。

海老名 寧々（えびな ねね）
「#秋田妹！えびなちゃん」の項を参照。

本場 元次（もとば もとつぐ）
切絵とぼんばの父親。箒（ほうき）のように逆立った髪型に顎髭といった風貌。少々口が悪い。娘の切絵に彼氏が出来てもらいたい反面、いざ将来的に嫁ぐとなると寂しくなる一面も持つ。

本場 楓（もとば かえで）
切絵とぼんばの母親。ショートヘアーで痩せた体型。喫煙者。竹を割ったようなカラッとした性格で、息子・猛同様大雑把でデリカシーに欠けている為、切絵に煙たがられている。学生当時は何人かの男と付き合いがあった模様。
猛の友人であるタイヘイのことをいたく気に入っている模様。

本場 基太郎（もとば もとたろう）
切絵とぼんばの祖父で元次の父親。ライオンの鬣（たてがみ）のような白髪に口髭・顎髭を蓄えている。孫の切絵が可愛くつい甘やかしてしまう。

橘 美希（たちばな みき）
声 - 井上喜久子
シルフィンとアレックスの母親。和服姿の美人で、実年齢よりもかなり若く見られる容姿の持ち主。シルフィンを「シルちゃん」と呼んでおり、彼女と同様「しゅぱ」「しゅらしゅしゅしゅ」などと独特の擬音を放つ。母娘仲は非常に良く、口調や思考パターンもそっくりである。スタイルで相手を判別でき、それで「UMR」の正体がうまるであると瞬時に見抜くなど慧眼がある。全日本着付け選手権で優勝した経験の持ち主であり、高速着付けが得意。
本場楓とはライバル関係。

芥川 栄子（あくたがわ えいこ）
芥川五月の姉で切絵が自作の絵本を持ち込みに行った際に受け持った出版社の女性社員。児童文庫編集部の副編集長である。妹・五月とは違い、真面目な性格。

### その他
ハム二郎・ハム三郎（ハムじろう・ハムさぶろう）
うまるが飼育しているハムスター。本人曰く、会話も可能。
うまるがタイヘイと共に訪れたデパートのペットショップで興味を持ったのがきっかけで飼育されることになった。

## 設定･用語
コーポ吉田（コーポよしだ）
うまる･タイヘイと海老名菜々が住んでいる2階建てのアパート。場所は八王子駅から歩いて20分。築5年で駐車場は月4000円で借りることができる。部屋は6室あり、うまる･タイヘイは201号室、海老名は103号室に住んでいる。入り口前にはいつも「入居者募集中」の看板が貼られている。
荒矢田高校（あらやだこうこう）
うまる・海老名・切絵・シルフィン・ヒカリが通っている名門高等学校。タイヘイ・ぼんば・叶の母校でもある。ヒカリのみ「特進クラス」の生徒で、それ以外は「普通科一般クラス」の生徒である。同じ学校でありながら、校舎はそれぞれ違っており交流もほとんどないため、卒業生であるタイヘイや叶からは「（実質的に）別の学校」と言われている。
ダイヤモンド･サービス
タイヘイ･アレックス･叶が勤務する大手株式会社。
ぼんばも働いていたが、後に退社している。
ネコロンブス
細長い体と白い毛並みに青い水玉模様を持つ猫のキャラクター。抱き枕など商品化もされており、第9話ではその抱き枕を賭けたジャンケン大会が開催されタイヘイが見事に勝ち取るも、最後の相手であった海老名に対しての配慮で彼女に上げてしまったため、うまるから憤慨された。
後に教育番組のマスコットキャラクターであったことが明らかになった。
「キャラクター人気投票」の総合結果は第9位。
ジャンプー
『週刊少年ジャンプ』などのジャンプファミリーのパロディ。うまるちゃん公式Twitterなどでも掲載誌であるヤングジャンプを「ヤングジャンプー」と称することがある。

## コラボ企画

### 扉絵
連載開始から100話まで、連載10話ごとにゲストの漫画家・イラストレーターが扉絵を執筆している。
- 第10話 - 肋兵器
- 第20話 - オニグンソウ
- 第30話 - nini
- 第40話 - 小路啓之
- 第50話 - 春野友矢
- 第60話 - 奈央晃徳
- 第70話 - 中山敦支
- 第80話 - 林雄一
- 第90話 - 由伊大輔
- 第99話 - 茶王 （※イラストコンテスト最優秀作品、「その他」の頁参照）

### スピンオフ読み切り連弾「○○妹！うまるちゃん」
テレビアニメ化を記念して企画された、作者とは別の集英社の作品を受け持つ漫画家が執筆したスピンオフ読み切り作品企画。『週刊ヤングジャンプ』2015年31号より開始されており『ひもうと！うまるちゃんS』第1巻では第1弾から第5弾が掲載されている。
- 第1弾 - 「伸縮妹！うまるちゃん」：オニグンソウ
- 第2弾 - 「野生妹！うまるちゃん」：杉戸アキラ
- 第3弾 - 「半端妹！うまるちゃん」：春野友矢
- 第4弾 - 「干物妹！うまるちゃん大好きおじさん」：フォビドゥン澁川[注 35]
- 第5弾 - 「悪夢妹！うまるちゃん」：竹村洋平[注 36]

### その他のコラボ
- 2014年3月6日発売の『週刊ヤングジャンプ』14号にて橋本環奈の本作とのコラボグラビアが掲載された[29]。
- 2015年8月14日からスクウェア・エニックスより配信されているiOS、Android向けゲームアプリ『乖離性ミリオンアーサー』とのコラボイベントが開催された[30]。

## 続編

### 干物妹！うまるちゃんG
続編『干物妹！うまるちゃんG』が『週刊ヤングジャンプ』2017年53号から2018年20号まで連載された。全1巻。
同誌2017年47号にて、『干物妹！うまるちゃん』が残り3話（同誌50号）で完結することが原作者のサンカクヘッドのコメント告知で明らかになり、同時に原作者の「連載終了後に何か発表が……!?」というコメントも掲載された。完結後、同年53号より続編に当たる『干物妹！うまるちゃんG』の連載が始まった。
2018年4月12日発売の同誌19号で「ついにホントに最終回!!」として、同月19日発売の同誌20号で最終回を迎えることが発表された。

## スピンオフ作品

### ひもうと！うまるちゃんS
2014年3月20日より『ニコニコ静画』上にて連載された（月1回更新）。また、『ミラクルジャンプ』（集英社）2014年5月号から2015年8月号まで同誌にて不定期に連載され、集英社のウェブサイト『となりのヤングジャンプ』でも配信された。全1巻。タイトルの「S」は英語の複数形の「ズ」と読む。原作者サンカクヘッド自らによるスピンオフであり、セルフパロディの位置づけ。
本編のパラレルワールドとして位置づけられており、主要登場人物の同級生4名である妹S（シスターズ：うまる、海老名、切絵、シルフィン）はデフォルメされた姿で登場している。切絵やシルフィンは本編の設定と異なり、特に条件なしに普通にうまると接している。完全な一話完結でストーリーは和室での4人の会話劇からうまるの妄想上のロールプレイングゲームやドラマやアニメなどのパロディエピソードに繋がる。

#### ショートアニメ
『おまけアニメ版 ひもうと！うまるちゃんS』はCMを兼ねた2分ショートアニメで、テレビアニメ『干物妹！うまるちゃん』のCM枠（TOKYO MXおよびBS11のみ）および、ニコニコ生放送「月曜から宴『ダラなま』」内でCMとして放送された。また、TOHO animation公式YouTubeチャンネルでも2015年7月13日から9月28日まで毎週月曜日24時間限定配信された。全12話。Blu-ray&DVDでは配信版からテロップとフレームを外した『う”まる見え”バージョン』を収録。
アニメ版は一部和室での議論シーンが省略され、4人のスターシステム的なパロディエピソードで全編進み、設定などはその都度変わる。
| 話数 | 脚本           | 絵コンテ | 演出       | 作画監督              | 配信日         |
| ---- | -------------- | -------- | ---------- | --------------------- | -------------- |
| 1話  | おおしまたかし | 太田雅彦 | 太田雅彦   | 小野田将人 相澤秀亮   | 2015年 7月13日 |
| 2話  | おおしまたかし | 荒井省吾 | 荒井省吾   | 高橋敦子              | 7月20日        |
| 3話  | おおしまたかし | 太田雅彦 | 守田芸成   | 熊谷勝弘              | 7月27日        |
| 4話  | おおしまたかし | 荒井省吾 | 福本潔     | 小野田将人            | 8月3日         |
| 5話  | おおしまたかし | 荒井省吾 | 矢花響     | 近藤優次              | 8月10日        |
| 6話  | おおしまたかし | 荒井省吾 | 野木森達哉 | 福田裕樹              | 8月17日        |
| 7話  | おおしまたかし | 荒井省吾 | 荒井省吾   | 吉田奏子              | 8月24日        |
| 8話  | おおしまたかし | 太田雅彦 | 今泉賢一   | 狩野正志              | 8月31日        |
| 9話  | おおしまたかし | 荒井省吾 | 守田芸成   | 三谷暢之              | 9月7日         |
| 10話 | おおしまたかし | 太田雅彦 | 野木森達哉 | 市原圭子              | 9月14日        |
| 11話 | おおしまたかし | 荒井省吾 | 荒井省吾   | 藤原奈津子 杉田まるみ | 9月21日        |
| 12話 | おおしまたかし | 荒井省吾 | 大隈孝晴   | 三島千枝              | 9月28日        |

### ひもうと！うまるちゃんSS
漫画：ヒジキ、原作：サンカクヘッドで、集英社の雑誌『ミラクルジャンプ』2016年2月号から2017年3月号まで連載された。全1巻。作画担当は変わったが、『ひもうと！うまるちゃんS』の続編的位置づけである。タイトルの最後の「S」は「スーパー」と読む。

### 秋田妹！えびなちゃん（あきたいもっこ えびなちゃん）
『ニコニコ静画』にて2015年7月23日から同年9月23日まで実施されたキャラクター人気投票にて1位となった、海老名菜々を主人公とした作品。
同年12月7日より、『ニコニコ静画』および『となりのヤングジャンプ』にて「海老名菜々」にちなんで毎月7日に更新され、2017年9月19日まで更新された。全2巻。
2016年3月7日から6月12日までは作者の熱い要望により、本作を主体としたイラストコンテストが開催された。
2016年11月17日発売のヤングジャンプ51号では特別読切版が掲載された。

#### 登場人物（えびなちゃん）
海老名 寧々（えびな ねね）
声 - 浅野真澄（テレビアニメ『干物妹！うまるちゃん』）
海老名菜々と公一郎の母。容姿は娘・菜々とほぼ瓜二つでバストも豊満。菜々と同様に海老をモチーフにしたヘアゴムで髪をまとめている。外見が非常に若く、タイヘイからは「姉」と間違えられていた。東京の大学出身で、学生時代は多くのファンがいたほど。両手を常にペンギンのように横にしている。料理が上手く、昔は調理師を目指していた。
菜々の東京の高校進学には「都会では暮らせない」と反対していたが、「兄が見つかればやりたい事が見つかるかもしれない」という意見に賛同する。
『干物妹！うまるちゃん』では、荒矢田高校の三者面談に出席するために再度上京する。
当初原作の2巻の描き下ろしと『秋田妹』ではキャラデザインが異なっていたが、原作に再登場した際は『秋田妹』のキャラデザインになっていた。
丹野 蜜代（たんの みつよ）
菜々の秋田にいた頃の友人で幼なじみ。日本人とフィンランド人のハーフでヘルシンキ出身。小柄で明るく、元気。常に八重歯が見えている。好物は金萬。
新田 紺（あらた こん）
菜々の秋田にいた頃の友人で幼なじみ。口数が少なく長身だが、ジャンプした時の地響きを気にするなどコンプレックスを持っている。ギターが趣味で、実家には防音室がある。
味噌小路 圭（みそのこうじ けい）
菜々の秋田にいた頃の友人の一人。京都からの転校生。しっかり者で礼儀正しく、日常でも標準語で丁寧な言葉を使う。高所恐怖症。転入当初は父の運転する車で送り迎えしていたが、途中で自転車通学に切り替えた。ガールスカウトの経験があり、火起こしが得意。
ソラ
海老名家で飼っている秋田犬で、菜々のペット。海老をモチーフにした赤と白の首輪をつけている。
海老名父
海老名菜々と公一郎の父。菜々と同様、照れると頭から湯気が出る。劇中で本名は明かされておらず、顔はハッキリとは描かれていない。

### 干物妹！うまるちゃんN
田中創によるノベライズ。ジャンプ ジェイ ブックス（集英社）から2巻発行された。

## 書誌情報

### 漫画
巻中および巻末には新規描き下ろし漫画とあとがき漫画「うまるちゃんができるまで（第1巻〜第5巻）」・「うまるちゃんのアニメができるまで（第6巻・第7巻）」・「最近のサンカクヘッド（第8巻以降）」、裏表紙にはイラストなどが掲載されている。
- サンカクヘッド 『干物妹！うまるちゃん』 集英社 〈ヤングジャンプ・コミックス〉、全12巻
  1. 2013年9月24日発行（9月19日発売[集 1]）、ISBN 978-4-08-879706-9
  2. 2013年12月24日発行（12月19日発売[集 2]）、ISBN 978-4-08-879722-9
  3. 2014年6月24日発行（6月19日発売[集 3]）、ISBN 978-4-08-879861-5
  4. 2014年12月24日発行（12月19日発売[集 4]）、ISBN 978-4-08-890083-4
  5. 2015年3月24日発行（3月19日発売[集 5]）、ISBN 978-4-08-890175-6
  6. 2015年6月24日発行（6月19日発売[集 6]）、ISBN 978-4-08-890207-4
  7. 2015年10月24日発行（10月19日発売[集 7]）、ISBN 978-4-08-890268-5
    - OVA同梱版 ISBN 978-4-08-908244-7

  8. 2016年3月23日発行（3月18日発売[集 8]）、ISBN 978-4-08-890370-5
  9. 2016年11月23日発行（11月18日発売[集 9]）、ISBN 978-4-08-890479-5
  10. 2017年4月24日発行（4月19日発売[集 10]）、ISBN 978-4-08-890630-0
  11. 2017年9月24日発行（9月19日発売[集 11]）、ISBN 978-4-08-890740-6
  12. 2017年12月24日発行（12月19日発売[集 12]）、ISBN 978-4-08-890821-2
- サンカクヘッド 『干物妹！うまるちゃんG』 集英社 〈ヤングジャンプ・コミックス〉、全1巻
  1. 2018年6月19日発行（6月19日発売[集 13]）、ISBN 978-4-08-891043-7
- サンカクヘッド 『ひもうと！うまるちゃんS』 集英社 〈ヤングジャンプ・コミックス〉、全1巻
  1. 2015年8月24日発行（8月19日発売[集 14]）、ISBN 978-4-08-890290-6
- サンカクヘッド（原作）、ヒジキ（漫画）『ひもうと！うまるちゃんSS』 集英社 〈ヤングジャンプ・コミックス〉、全1巻
  1. 2017年4月19日発売[集 15]、ISBN 978-4-08-890631-7
- サンカクヘッド 『秋田妹！えびなちゃん』 集英社 〈ヤングジャンプ・コミックス〉、全2巻
  1. 2016年11月18日発売[集 16]、ISBN 978-4-08-890539-6
  2. 2017年12月19日発売[集 17]、ISBN 978-4-08-890764-2

### 小説
- 田中創（小説）、サンカクヘッド（原作）『干物妹！うまるちゃんN』集英社〈ジャンプ ジェイ ブックス〉
  1. 2015年8月24日発行（8月19日発売[集 18]）、ISBN 978-4-08-703374-8
  2. 2018年6月19日発売[集 19]、ISBN 978-4-08-703453-0

### 関連書籍
- 公式ファンブック『干物妹！うまるちゃんF -ひもうと絵日記-』集英社
  1. 2015年9月23日発行（9月18日発売[集 20]）、ISBN 978-4-08-890305-7

## テレビアニメ
2014年12月18日、『週刊ヤングジャンプ』2015年3号誌上でアニメ化が発表され、2015年7月から9月まで第1期が放送された。キャッチコピーは、『ここが、日常（パラダイス）だ!!』。作中では原作者・サンカクヘッドのアバターが何度か登場し、声も原作者自身が担当した。原作では描かれていなかったオリジナルシーンや変更点がいくつか存在する。
原作単行本第7巻特装版と第10巻特装版には、オリジナルアニメーションを収録したDVDが同梱された。
2017年10月から12月まで、第2期『干物妹！うまるちゃんR』が放送された。制作会社は引き続き動画工房。監督、シリーズ構成、キャラクターデザインなどの一部のスタッフも第1期から変わらず続投。

### スタッフ
- 原作 - サンカクヘッド（集英社「週刊ヤングジャンプ」連載）
- 監督 - 太田雅彦
- 副監督 - 大隈孝晴
- シリーズ構成 - あおしまたかし
- キャラクターデザイン - 髙野綾
- プロップデザイン - 中川洋未、松本恵
- 美術監督 - 池之上由紀（第1期・OAD1）、三宅昌和（OAD2・第2期）[39]
- 美術設定 - 藤井一志（第1期・OAD1）、佐南友理・大関恒雄・大関雅美（共に第2期）
- 色彩設計 - 真壁源太
- 撮影監督 - 桒野貴文
- 3D監督 - 渡辺悦啓
- 編集 - 小野寺絵美
- 音響監督 - えびなやすのり
- 音響効果 - 山谷尚人
- 音楽 - 三澤康広
- 音響制作 - 神南スタジオ
- 音楽プロデューサー - 三上政高
- 音楽制作 - 東宝
- チーフプロデューサー - 古澤佳寛、稗田晋（第1期・OAD1）、阿相道広（OAD2）、足立聡史（第2期）
- プロデューサー - 武井克弘（第1期・OAD1）、吉澤隆（第2期）、本安哲人（第1期・OAD1）、高野貴志（OAD2）、林辰朗（第2期）
- アニメーションプロデューサー - 鎌田肇、中村陽介（第1期・OAD1）
- アニメーション制作 - 動画工房
- 製作 - 「干物妹！うまるちゃん」製作委員会（第1期）、「干物妹！うまるちゃんR」製作委員会（第2期）[39]

### 主題歌
第1期
オープニングテーマ「かくしん的☆めたまるふぉ〜ぜっ!」（第1話 - 第11話）
作詞・作曲 - おぐらあすか / 編曲 - manzo、おぐらあすか / 歌 - 土間うまる（田中あいみ）
美妹パートの歌詞は完璧に鼻濁音を使い熟しているが、干物妹パートは粗野な濁音しか使わないという性格に合わせた歌唱をしている。
エンディングテーマ「ひだまりデイズ」
作詞 - 真理絵 / 作曲・編曲 - MANYO / 歌 - 妹S（シスターズ）［土間うまる（田中あいみ）、海老名菜々（影山灯）、本場切絵 （白石晴香）、橘・シルフィンフォード（古川由利奈）］
エンディングのアニメーションは第1話から第11話までは海や浜辺のシーン、最終話のみ山の中でのシーンを使用。

第2期
オープニングテーマ「にめんせい☆ウラオモテライフ！」
作詞・作曲・編曲 - 篠崎あやと、橘亮祐 / 歌 - 土間うまる（田中あいみ）
エンディングテーマ「うまるん体操」
作詞・作曲 - ヒゲドライバー / 編曲 - ゆよゆっぺ / 歌 - 妹S（シスターズ）［土間うまる（田中あいみ）、海老名菜々（影山灯）、本場切絵 （白石晴香）、橘・シルフィンフォード（古川由利奈）］

### 各話リスト
| 話数                           | サブタイトル                  | 脚本                          | 絵コンテ                      | 演出                          | 作画監督 | 総作画監督                    |
| 第1期『干物妹！うまるちゃん』  | 第1期『干物妹！うまるちゃん』 | 第1期『干物妹！うまるちゃん』 | 第1期『干物妹！うまるちゃん』 | 第1期『干物妹！うまるちゃん』 | 第1期『干物妹！うまるちゃん』                                                                                                  | 第1期『干物妹！うまるちゃん』 |
| ------------------------------ | ----------------------------- | ----------------------------- | ----------------------------- | ----------------------------- | --- | ----------------------------- |
| 第1話                          | うまるとお兄ちゃん            | あおしまたかし                | 太田雅彦                      | 太田雅彦                      | 小倉寛之 高柳久美子 小野田将人 中川洋未 相澤秀亮                                                                               | 髙野綾                        |
| 第2話                          | うまると海老名ちゃん          | 子安秀明                      | 大隈孝晴 荒井省吾             | 荒井省吾                      | 日高真由美 島田英明 池田竜也 久利弘                                                                                            | 中川洋未                      |
| 第3話                          | うまると弟子                  | 杉原研二                      | おざわかずひろ 太田雅彦       | 守田芸成                      | 辻智子 熊谷勝弘 | 髙野綾                        |
| 第4話                          | うまるとライバル              | 鴻野貴光                      | 誌村宏明 荒井省吾             | 福本潔                        | 谷津美弥子 鳥山冬美 小林利充 佐藤勝行 小倉寛之 高柳久美子 市原圭子 熊谷勝弘 山崎輝彦 小野田将人                                | 中川洋未                      |
| 第5話                          | うまると夏休み                | あおしまたかし                | 三原武憲 荒井省吾             | 矢花馨                        | 松本朋之 近藤優次 | 髙野綾                        |
| 第6話                          | うまるの誕生日                | 子安秀明                      | アミノテツロ 荒井省吾         | 野木森達哉                    | 清水勝祐 福田裕樹 cha myong jun                                                                                                | 中川洋未                      |
| 第7話                          | うまるのお兄ちゃん            | 杉原研二                      | 太田雅彦 荒井省吾             | 荒井省吾                      | 小倉寛之 吉田奏子 天崎まなむ 渡辺舞 新井博慧（料理）                                                                           | 髙野綾                        |
| 第8話                          | うまるとクリスマスと正月      | 鴻野貴光                      | 今泉賢一 太田雅彦             | 今泉賢一                      | 川島尚 薮田裕希 崎口さおり 高柳久美子 狩野正志                                                                                 | 中川洋未                      |
| 第9話                          | うまるとバレンタイン          | 子安秀明                      | おざわかずひろ 荒井省吾       | 守田芸成                      | 小倉寛之 宇良隆太 山崎輝彦 白崎詩織 吉村恵 池添優子 伊藤大翼 丸山修二 佐藤このみ 日高真由美 三谷暢之 直谷たかし                | 髙野綾                        |
| 第10話                         | うまると今と昔々              | 杉原研二                      | 山崎みつえ 太田雅彦           | 野木森達哉                    | 市原圭子 伊藤大翼 中野裕紀 岡野幸男 三谷暢之 高柳久美子                                                                        | 髙野綾                        |
| 第11話                         | うまるの日々                  | 鴻野貴光                      | アミノテツロ 荒井省吾         | 荒井省吾                      | 立口徳孝 関崎昌也 川島尚 清水勝祐 保村成 染谷友梨花 山崎輝彦 岡野幸男 中野裕紀 小野和美 杉田まるみ 藤原奈津子 新井博慧（料理） | 中川洋未                      |
| 第12話                         | うまるとみんな                | あおしまたかし                | 太田雅彦                      | 大隈孝晴                      | 三島千枝 高柳久美子 吉田奏子 尾尻進矢 市原圭子 伊藤大翼 立口徳孝 佐藤このみ 中川洋未                                           | 髙野綾                        |
| OAD 1                          | うまるちゃん もう1回！        | あおしまたかし                | 誌村宏明                      | 福本潔 太田雅彦               | 中原清隆 松尾真彦 馬場一樹 | 髙野綾                        |
| OAD 2                          | 秘密のうまるちゃん            | あおしまたかし                | おざわかずひろ                | 野木森達哉                    | 小野田将人 保村成 中川洋未 | 髙野綾                        |
| 第2期『干物妹！うまるちゃんR』 |                               |                               |                               |                               | |                               |
| 第1話                          | 干物妹の帰還                  | あおしまたかし                | 大隈孝晴                      | 守田芸成                      | 小倉寛之 北村晋哉 大城美幸 中川洋美 立口徳孝 曾我篤史 渡辺舞 伊藤大翼 保村成                                                   | 中野裕紀                      |
| 第2話                          | うまるとアレックス            | 子安秀明                      | 直谷たかし                    | 直谷たかし                    | 渡辺舞 保村成 | 直谷たかし                    |
| 第3話                          | うまると友達                  | 杉原研二                      | 荒井省吾                      | 荒井省吾                      | 中野裕紀 伊藤大翼 立口徳孝 | 熊谷勝弘                      |
| 第4話                          | みんなとパーティー            | 鴻野貴光                      | 三原武憲                      | 秦義人                        | 海保仁美 金璐浩 上野沙弥佳 菅原美智代                                                                                          | 中川洋未                      |
| 第5話                          | お兄ちゃんの出張              | あおしまたかし                | 原口浩                        | 原口浩                        | 渡辺舞 小倉寛之 久保茉莉子 立口徳孝 曾我篤史 平塚和哉                                                                          | 熊谷勝弘                      |
| 第6話                          | うまると夢                    | 子安秀明                      | 直谷たかし                    | 守田芸成                      | 伊藤大翼 保村成 寿門堂 | 中川洋未                      |
| 第7話                          | うまると遊園地                | 杉原研二                      | 上坪亮樹                      | 上坪亮樹                      | 天﨑まなむ 立口徳孝 平塚知哉 河島裕樹 保村成 渡辺舞 中野裕紀                                                                   | 熊谷勝弘                      |
| 第8話                          | うまるとヒカリ                | 鴻野貴光                      | 荒井省吾                      | 荒井省吾                      | 菊池政芳 金璐浩 藤田真弓 上野沙弥佳 菅原美智代 池添優子 菊永千里                                                               | 海保仁美                      |
| 第9話                          | 干物妹と思い出                | 杉原研二                      | 直谷たかし                    | 直谷たかし                    | 久保茉莉子 小倉寛之 渡辺舞 伊藤大翼 熊谷勝弘                                                                                   | 直谷たかし 中川洋未           |
| 第10話                         | 初めてのみんな                | 鴻野貴光                      | 三原武憲                      | 太田雅彦 守田芸成             | 海保仁美 金璐浩 上野沙弥佳 菅原美智代 池添優子 飯塚葉子 松本和志 多田和春 曾我篤史 熊谷勝弘                                    | 菊池政芳 中川洋未             |
| 第11話                         | うまると星空                  | 子安秀明                      | 原口浩                        | 原口浩                        | 小倉寛之 保村成 渡辺舞 立口徳孝 久保茉莉子 伊藤大翼 平塚知哉 中川洋未                                                          | -                             |
| 第12話                         | みんなとうまる                | あおしまたかし                | 大隈孝晴                      | 大隈孝晴                      | 久保茉莉子 立口徳孝 平塚知哉 伊藤大翼 小倉寛之 渡辺舞 保村成 熊谷勝弘 中川洋未                                                 | 天﨑まなむ                    |

### 放送局
| 放送期間                | 放送時間                     | 放送局   | 対象地域   | 備考                          |
| ----------------------- | ---------------------------- | -------- | ---------- | ----------------------------- |
| 2015年7月9日 - 9月24日  | 木曜 2:14 - 2:44（水曜深夜） | 朝日放送 | 近畿広域圏 | 『水曜アニメ〈水もん〉』第1部 |
| 2015年7月13日 - 9月28日 | 月曜 0:00 - 0:30（日曜深夜） | TOKYO MX | 東京都     |                               |
|                         |                              | AT-X     | 日本全域   | リピート放送あり/製作参加     |
|                         | 月曜 0:30 - 1:00（日曜深夜） | BS11     | 日本全域   | 『ANIME+』枠 /製作参加        |

| 配信期間        | 配信時間                   | 配信サイト                 |
| --------------- | -------------------------- | -------------------------- |
| 2015年7月13日 - | 月曜 21:30 - 22:00         | ニコニコ生放送             |
|                 | 月曜 22:00 更新            | ニコニコチャンネル         |
| 2015年7月15日 - | 水曜 0:00（火曜深夜） 更新 | バンダイチャンネル / GYAO! |

| 放送期間                  | 放送時間                     | 放送局   | 対象地域   | 備考                                             |
| ------------------------- | ---------------------------- | -------- | ---------- | ------------------------------------------------ |
| 2017年10月8日 - 12月24日  | 日曜 23:00 - 23:30           | AT-X     | 日本全域   | リピート放送あり / 製作参加                      |
| 2017年10月9日 - 12月25日  | 月曜 0:00 - 0:30（日曜深夜） | TOKYO MX | 東京都     |                                                  |
|                           |                              | BS11     | 日本全域   | 『ANIME+』枠 / 製作参加                          |
| 2017年10月12日 - 12月29日 | 木曜 2:15 - 2:45（水曜深夜） | 朝日放送 | 近畿広域圏 | 『水曜アニメ〈水もん〉』第1部 最終話のみ金曜放送 |

| 配信期間                  | 配信時間                   | 配信サイト         |
| ------------------------- | -------------------------- | ------------------ |
| 2017年10月12日 - 12月28日 | 木曜 21:30 - 22:00         | AbemaTV            |
|                           | 木曜 0:00（水曜深夜） 更新 | ニコニコチャンネル |
| 2017年10月13日 - 12月29日 | 金曜 21:30 - 22:00         | ニコニコ生放送     |

### BD / DVD
| 巻 | 発売日         | 収録話          | 規格品番   | 規格品番   |
| 巻 | 発売日         | 収録話          | BD         | DVD        |
| -- | -------------- | --------------- | ---------- | ---------- |
| 1  | 2015年9月16日  | 第1話 - 第2話   | TBR-25321D | TDV-25327D |
| 2  | 2015年10月14日 | 第3話 - 第4話   | TBR-25322D | TDV-25328D |
| 3  | 2015年11月18日 | 第5話 - 第6話   | TBR-25323D | TDV-25329D |
| 4  | 2015年12月16日 | 第7話 - 第8話   | TBR-25324D | TDV-25330D |
| 5  | 2016年1月20日  | 第9話 - 第10話  | TBR-25325D | TDV-25331D |
| 6  | 2016年2月17日  | 第11話 - 第12話 | TBR-25326D | TDV-25332D |

| 巻 | 発売日         | 収録話          | 規格品番   | 規格品番   |
| 巻 | 発売日         | 収録話          | BD         | DVD        |
| -- | -------------- | --------------- | ---------- | ---------- |
| 1  | 2017年12月13日 | 第1話 - 第2話   | TBR-27331D | TDV-27337D |
| 2  | 2018年1月17日  | 第3話 - 第4話   | TBR-27332D | TDV-27338D |
| 3  | 2018年2月14日  | 第5話 - 第6話   | TBR-27333D | TDV-27339D |
| 4  | 2018年3月14日  | 第7話 - 第8話   | TBR-27334D | TDV-27340D |
| 5  | 2018年4月18日  | 第9話 - 第10話  | TBR-27335D | TDV-27341D |
| 6  | 2018年5月23日  | 第11話 - 第12話 | TBR-27336D | TDV-27342D |

| 巻  | 発売日        | 収録話                           | 規格品番   | 規格品番 |
| 巻  | 発売日        | 収録話                           | BD         | DVD      |
| --- | ------------- | -------------------------------- | ---------- | -------- |
| BOX | 2022年9月21日 | 第1期全12話 第2期全12話 OVA全2話 | TBR-32047D | -        |

### モバイル
| タイトル                                             | 発売日         |
| ---------------------------------------------------- | -------------- |
| しゃべるよ 干物妹！うまるちゃん LINE スタンプ        | 2016年7月28日  |
| 干物妹！うまるちゃん飛びでてしゃべるよ♪ LINEスタンプ | 2017年1月31日  |
| しゃべって動くよ♪干物妹！うまるちゃん LINEスタンプ   | 2017年11月24日 |
| 干物妹！うまるちゃんR 〜グータラアラーム〜           | 2017年12月22日 |

### ボイスドラマ
『干物妹！うまるちゃんR』いもうとアフタートーク
YouTube TOHO animation チャンネルで配信の、第2期本編のアフターストーリーを描いたボイスドラマ。
| 話数 | 配信日          | 概要                                                            |
| ---- | --------------- | --------------------------------------------------------------- |
| #1   | 2017年 10月16日 | 第2話より、妹Sが映画を観た後の会話                              |
| #2   | 10月30日        | 第4話より、タイヘイの出張が決まった後の会話                     |
| #3   | 11月13日        | 第6話より、うまるとタイヘイが夜一緒に星を見た翌日の学校での会話 |
| #4   | 11月27日        | 第8話より、夏休み明けの教室での会話                             |
| #5   | 12月11日        | 第10話より、試験が終わって打ち上げをする4人の会話               |
| #6   | 12月25日        | 第12話より、待ち合わせをしてこれから遊びに出かける4人の会話     |

### Web番組
『干物妹！うまるちゃん 月曜から宴「ダラなま」』のタイトルでニコニコ生放送にて2015年7月13日から 
10月5日まで毎週月曜に動画生配信された。出演者は土間うまる役の田中あいみ、海老名菜々役の影山灯、本場切絵役の白石晴香、橘・シルフィンフォード役の古川由利奈。 
アニメ第2期に合わせ、『Let'sパーリナイ!! ダラなまRainbow』のタイトルでニコニコ生放送にて2017年10月13日から12月29日まで隔週金曜に動画生配信された。出演者は同上。 
『干物妹うまるちゃんR 妹'Sの だらだラジオ』のタイトルで音泉にて2018年7月26日、8月9日、8月23日で配信された。全3回。パーソナリティは同上。 本配信に先駆けて、 同年7月15日に『インターネットラジオステーション＜音泉＞27時間ニコ生放送』内にて『干物妹うまるちゃんR 妹'Sの だらだラジオ ニコ生SP』が動画生配信された。
| BS11 ANIME+ 月曜 0:30（日曜深夜）枠 | BS11 ANIME+ 月曜 0:30（日曜深夜）枠       | BS11 ANIME+ 月曜 0:30（日曜深夜）枠                     |
| 前番組                              | 番組名                                    | 次番組                                                  |
| ----------------------------------- | ----------------------------------------- | ------------------------------------------------------- |
| 血界戦線（第1期） （第11話まで）    | 干物妹！うまるちゃん （2015.7.13 - 9.28） | ハイキュー!! セカンドシーズン （2015.10.5 - 2016.3.28） |
| BS11 ANIME+ 月曜 0:00（日曜深夜）枠 |                                           |                                                         |
| 血界戦線（第1期再放送）             | 干物妹！うまるちゃんR                     | 続 刀剣乱舞-花丸-                                       |

## その他
- 本誌連載分の欄外では、うまるによるTwitter風のつぶやき『うまるったー』が展開されている[注 43]。
- 2014年2月下旬より、ラバーマスコット（全3種）が全国のアミューズメント施設にてクレーンゲーム用の景品として発売されている[55]。また、同年4月下旬には第2弾として、マスコットぬいぐるみ（全3種）が発売された[56]。
- 林雄一『ざんねん! 番長ちゃん』（月刊コミックアライブ）の単行本第1巻・カバー帯にて、うまるが同作を「愛読している」という設定で推薦文を寄せている[57]（林は後に本作第80話の扉絵も執筆している）。
- 2014年9月4日発売の『週刊ヤングジャンプ』40号では、本作の登場キャラクターから好きな組み合わせを選んで投票する「干物妹！うまるちゃん ベスト兄妹S+α選抜総選挙♪」が開催された。投票1位となった『うまる&タイヘイ』ペアは、同年12月18日発売の同誌2015年3号にてカラーイラストとして描き下ろされた。
- 2014年12月18日から2015年2月15日の期間において、ニコニコ静画上にてテレビアニメ化を記念したイラストコンテストが開催され[58]、最優秀作品が第99話（『週刊ヤングジャンプ』2015年16号掲載）の表紙として掲載された。
- 2015年6月19日からアイドルグループ「私立恵比寿中学」とコラボレーションし『美妹（びもうと）時計!!』がリリース（現在は配信終了）。美妹・干物妹に扮した美人時計モデルたちが「2015年6月19日のコミックス6巻発売日」から「2015年7月8日のアニメ放送開始日」まで楽しく日数をカウントダウンするという内容で、1時間ごとに美人時計モデルが切り替わりで登場するのだが、その中にランダムで人気アイドルグループ『私立恵比寿中学』のメンバーもスペシャルゲストとして登場した。
- 2015年8月14日から期間限定で、『乖離性ミリオンアーサー』にてガチャやサポートキャラなどでコラボした。2016年4月22日に期間限定でガチャが復刻された。
- 2015年9月1日から9月29日まで、グッドスマイルとアニメイトカフェにてコラボレーションカフェが催された。
- 2015年11月8日より期間限定で『拡散性ミリオンアーサー』にてコラボレーションが行われた。
- 2015年12月22日から、コナミデジタルエンタテインメントの音楽ゲーム『pop'n music éclale』にて楽曲「かくしん的☆めたまるふぉ〜ぜっ！」収録とともにキャラクター「うまるちゃん」が登場し、プレイヤーキャラクターとしても使用できる[59]。
- 2016年3月1日よりHEROZのスマートフォン用ゲーム『嫁コレ』にて「土間うまる」が参加している。
- 2016年7月14日よりコナミアミューズメントの音楽ゲーム『jubeat Qubell』でコラボイベントとして、ゲーム内の特別ステージを進めると関連楽曲や、ゲーム内で使用可能な背景・マーカー・称号を入手できた。
- 2016年11月17日よりカプコンの『モンスターハンター ストーリーズ』にてコラボDLサブクエスト“干物妹！うまるとライド”が配信された。
- 2016年12月1日から2017年1月11日の期間中にセガ・インタラクティブの音楽ゲーム『CHUNITHM AIR』でコラボレーションイベントとして楽曲「かくしん的☆めたまるふぉ〜ぜっ！」と「ひだまりデイズ」が先行配信、また、イベントマップを進めるとキャラクターやネームプレートなどゲーム内アイテムを入手できた。
- 2017年10月14日から11月7日までサイバーエージェントのスマートフォン用ゲーム『ウチの姫さまがいちばんカワイイ』がオリジナルシナリオのコラボレーションクエストやログインキャンペーンなどのコラボレーションを行った。
- 2017年11月10日から11月30日までケイブのスマートフォン用ゲーム『ゴシックは魔法乙女〜さっさと契約しなさい!〜』がオリジナルストーリーのコラボイベント“〜史上最小？の戦い〜”などといったコラボレーションを行った。
- 2018年4月17日にカピバラさんとのコラボによる音声付きのLINEスタンプが発売された。

## コンシューマーゲーム

### 干物妹！うまるちゃん 〜干物妹！育成計画〜
フリューからPlayStation Vita用ソフトとして2015年12月3日に発売。ジャンルは育成シミュレーション。
ストーリー
夏に突入したにも関わらず、いつになくグータラ生活を満喫するうまる。このままでは将来に支障をきたすと判断した兄・タイヘイは、うまるの私物を全て没収し、レンタルコンテナにしまってしまう。憤慨するうまるであったが、タイヘイの出す課題をこなしたら所有物を返却し、さらに課題をこなすことが出来たら欲しい物を買ってあげると約束される。
主題歌
「フィーバー夏vacation!」
作詞 - ミズノゲンキ / 作曲・編曲 - 睦月周平 / 歌 - 妹S（シスターズ）[土間うまる（田中あいみ）、海老名菜々（影山灯）、本場切絵（白石晴香）、橘・シルフィンフォード（古川由利奈）]

### 干物妹！うまるちゃん だらっとパズル
フリューからニンテンドー3DS用ダウンロードソフトとして2017年3月15日に配信。ジャンルはパズルゲーム。パズルのシステムは同社がリリースしている『ねむネコ パズルでも寝ています』『ベイブレードバースト ベイロガープラス&パズル』『おそ松さん ニート脱出スパイラル!!』『少年アシベ GO!GO!ゴマちゃん キュ〜トなゴマちゃんいっぱいパズル』と共通する。